# مادالینا گیتسکو
مادالینا گیتسکو (رومانیایی: Mădălina Ghițescu؛ زاده ۲۹ ژوئیه ۱۹۷۸) بازیگر و صداپیشه اهل رومانی بود.
از فیلم‌ها یا مجموعه‌های تلویزیونی که وی در آن‌ها نقش داشته‌است، می‌توان به چهار ماه، سه هفته و دو روز و رؤیای کالیفرنیا اشاره نمود.